# Khost (Matun) (huyện)
Khost là một huyện thuộc tỉnh Khowst, Afghanistan. Dân số thời điểm năm 1999 là 70,246 người.